# Douglas Haig
Douglas Haig, sinds 1919 graaf Haig (Edinburgh, 19 juni 1861 – Londen, 29 januari 1928) was een Brits beroepsmilitair. Tijdens de Eerste Wereldoorlog was hij van 1915 tot 1918 de opperbevelhebber van de Britse troepen aan het westelijk front.

## Levensloop
Haig, een telg van de familie die de Haig-whisky distilleert, groeide op in Edinburgh. Hij volgde het Clifton College in Bristol, het Brasenose College aan de Universiteit van Oxford en vanaf 1884 de Royal Military Academy Sandhurst. Hij begon in actieve dienst bij de "7th Queen's Own Hussars". Met dit onderdeel kwam hij in India terecht, en vervolgens in Soedan als deelnemer aan de Omdurman-veldtocht onder Horatio Kitchener, en in Zuid-Afrika waar hij aan de Tweede Boerenoorlog deelnam. In 1903 vertrok Haig opnieuw naar India, ditmaal in de rang van kolonel en algemeen inspecteur van de cavalerie. Hij werd tot generaal-majoor bevorderd en keerde in 1906 naar het Verenigd Koninkrijk terug om op het ministerie van defensie hoofd te worden van de opleidingen.
Tijdens de gehele Eerste Wereldoorlog diende Haig aan het westfront, eerst als commandovoerend generaal van het Eerste Legerkorps, en vervolgens als opperbevelhebber van de British Expeditionary Force (BEF). Haig leidde de BEF tijdens de slag om Neuve-Chapelle (1915), de Slag aan de Somme (1916), de Slag bij Arras en de Derde Slag om Ieper (1917). 
Neuve-Chapelle, 10-14 maart 1915: Bombardement door Haig op Duitse loopgraven. Open gat in de verdediging van Duitsland: infanterie trekt erdoorheen, daarna wachten ze totdat de artillerie er ook is. Ondertussen worden de flanken door de Duitse soldaten bezet, zoals door Falkenhayen is geïnstrueerd. Op 11 maart zou er een tegenaanval komen, maar de Duitse mobilisatie duurt iets langer. 12 maart vroeg in de morgen valt Duitsland aan, maar stopt al snel in verband met vele verliezen aan eigen kant. De Britten hadden namelijk ook beter kunnen mobiliseren die extra dag, en hebben twintig extra machine geweren kunnen plaatsen. Het uiteindelijke resultaat: 11.652 gedode, gewonde en vermiste Britten en 8.600 Duitsers. Neuve- Chapelle bleef in Engelse handen. (Bron: John Keegan, The First World War, 1999, Pimlico.)
De geallieerden wonnen de oorlog en Haig werd op 29 september 1919 in de adelstand verheven. Hij verwierf de titels Earl Haig, Viscount Dawick, and Baron Haig of Bemersyde, in Berwick. Hij ontving daarnaast veel onderscheidingen, waaronder de Amerikaanse Army Distinguished Service Medal. In Montreuil-sur-Mer is in 1931 een standbeeld voor hem opgericht, vervaardigd door Paul Landowski. De maarschalk overleed op 66-jarige leeftijd en werd begraven op het terrein van Dryburgh Abbey in Schotland.

## Kritiek
De rol van Haig is nog altijd omstreden. Hem wordt verweten dat hij door een conservatieve wijze van leiding geven en door het negeren van technologische ontwikkelingen op militair gebied schuldig was aan enorme en bovendien onnodige verliezen. Voorts zou hij de uitwerking van afzonderlijk opererende wapensystemen verkeerd hebben ingeschat. Bovendien zou hij grote verliezen op de koop toe hebben genomen voor naar verhouding geringe vorderingen. Nadat het Britse leger in de eerste dagen van de slag om de Somme het zwaarste verlies in zijn hele bestaan had geleden, kreeg Haig de bijnaam "Butcher of the Somme" ("Slager van de Somme").

## Militaire loopbaan
- Senior Under-Officer:
- Second Lieutenant: 7 februari 1885[1]
- Lieutenant:
- Captain: 23 januari 1891[2]
- Titulair Major: 15 november 1898[3]
- Major: 26 juni 1899
- Lieutenant-Colonel: 17 juli 1901[4]
- Colonel: 1903
- Major-General: 1904
- Lieutenant-General: november 1910[5]
- General: 16 november 1914[6]
- Field Marshal: 1 januari 1917[7]

## Decoraties
- Ridder in de Orde van de Distel in 1917[8]
- Ridder Grootkruis in de Orde van het Bad op 3 juni 1915[9]
  - Ridder Commandeur in de Orde van het Bad op 3 juni 1913[10]
  - Lid in de Orde van het Bad op 27 september 1901[11]
- Lid in de Order of Merit (Verenigd Koninkrijk) op 3 juni 1919[12]
- Ridder Grootkruis in de Koninklijke Orde van Victoria op 15 augustus 1916[13]
  - Ridder Commandeur in de Koninklijke Orde van Victoria op 25 juni 1909[14]
  - in 1904[8]
- Ridder Commandeur in de Orde van het Indische Keizerrijk op 12 december 1911[15]
- Queen's Sudan Medal[16]
- Delhi Durbar Medaille[16]
- Queen's South Africa Medaille[16]
- King's South Africa Medaille[16]
- 1914 Ster[16]
- Britse Oorlogsmedaille[16]
- Grootkruis  in het Legioen van Eer op 24 februari 1916
  - Grootofficier in het Legioen van Eer op 15 mei 1915
- Oorlogskruis op 21 april 1917
- Ridder Grootkruis in de Orde van Sint-Mauritius en Sint-Lazarus op 14 september 1916
- Orde van Sint-George (Rusland)
  - Vierde Klasse op 1 juni 1917
- Oorlogskruis (België) op 2 maart 1918
- Orde van de Ster van Karageorge der Eerste Klasse met Zwaarden op 10 september 1918
- Grootlint in de Orde van de Rijzende Zon op 9 november 1918
- Orde van Michaël de Dappere
  - Eerste Klasse op 20 september 1919
- Grootlint in de Leopoldsorde (België) op 24 februari 1916
- Khedive's Sudan Medal in 1898[16]
- Army Distinguished Service Medal
- Eervolle Vermelding in de The London Gazette, 8 februari, 1901[17]
- Orde van het Vrijheidskruis, VR I/1 op 29 april 1925[18]